# 联合国安全理事会第17号决议
联合国安理会17号决议是于1947年2月10日在联合国安全理事会第101次会议上通过的。该决议是关于希腊问题的，以9票赞成，2票弃权通过。
决议表示，依照联合国安理会15号决议设立的国际调查团无权干涉希腊、南斯拉夫、阿尔巴尼亚和保加利亚四个当事国的司法，不得制止希腊法院的死刑判决，但是可以根据调查需要，提出提审相关被判死刑人员以协助调查的要求。